# علی حبیبی نژاد (بوکس)
علی حبیبی نژاد (زادهٔ ۶ فروردین ۱۳۷۷ در قوچان) بوکسور اهل ایران است. او در سال ۲۰۲۴ به مدال طلای تورنمنت بین المللی قزاقستان دست یافت. 
وی همچنین از نمایندگان مسابقات جهانی بوکس و گزینشی المپیک در ایتالیا بود.